# 普羅列塔爾斯卡亞區

普羅列塔爾斯卡亞區

46°42′N 41°43′E / 46.700°N 41.717°E
普羅列塔爾斯卡亞區（俄语：Пролетарский район），是俄羅斯的一個區，位於該國西南部，由羅斯托夫州負責管轄，面積2,740平方公里，2010年人口36,510，人口密度每平方公里13.32人。